# Подлазов, Андрей
Андрей Подлазов (род. 6 июня 1968 года) — российский спортсмен, стрелок из лука. Участник XXVI летних Олимпийских игр (1996).

## Спортивная карьера

### Олимпийские игры 2000 года
На Олимпийских играх в Сиднее Андрей Подлазов выступил как в личных, так и в командных соревнованиях по стрельбе из лука.
В индивидуальном зачёте он набрал 640 очков в квалификационном раунде, что позволило ему занять 51-е место среди 64 участников. В первом раунде плей-офф Подлазов встретился с китайским лучником Тан Хуа (14-й номер посева) и уступил со счётом 154:157, завершив выступление на 50-й позиции.
В командном турнире Подлазов выступал вместе с Баиром Баденовым и Бальжинимой Цыремпиловым. Российская сборная набрала 1950 очков в квалификации, заняв 9-е место среди 14 команд. В 1/8 финала команда России встретилась со сборной Словении (8-й номер посева) и уступила с минимальным разрывом — 241:242. По итогам турнира российские лучники заняли 11-е место.